# Тересбетони
„Тересбетони“ (фин. Teräsbetoni, у преводу армирани бетон) је финска хеви метал група. Први албум групе, „Metallitotuus“, се појавио 2005. године. „Тересбетони“ је настао под утицајем америчке пауер метал групе „Мановар“. Њихова музика има борбени призвук, а стихови славе начин живота паганских хероја и „братство метала“.
Група је представљала Финску на Песми Евровизије 2008. Њихова песма се звала „Missä miehet ratsastaa“. Њихов енергичан наступ пратила је пуна пиротехничка подршка. Освојили су 8. место у првој полуфиналној вечери, пласиравши се тако у финале, у којем су заузели 22. место (у конкуренцији 25 земаља у финалу, од укупно 43 земље учесница).

## Чланови
- Јарко Ахола - вокал, бас-гитара
- Арто Јарвинен - гитаре, вокал
- Виљо Рантанен - гитара
- Јари Коуканен - бубњеви

## Дискографија

### Албуми
- (2005)
- (2006)
- (2008)
- (2010)

### Синглови
- (2005)
- (2005)
- (2005)
- (2006)
- (2006)